# Старые Озинки
Ста́рые Ози́нки (Озинки) — село в Озинском районе Саратовской области, административный центр сельского поселения Ленинское муниципальное образование. Первоначально известно как хутор Озинки
Село расположено на реке Чалыкле, примерно в 4 км (по прямой) юго-западнее районного центра посёлка Озинки.
Население - 552 (2010).
Также существовала деревня Озинки на реке Малый Иргиз при впадении в неё реки Красной, затопленная в 60-х годах при строительстве Саратовского водохранилища.

## История
Хутор Озинки упоминается в Списке населённых мест Самарской губернии по сведениям за 1889 год. Хутор относился к Натальинской волости Новоузенского уезда Самарской губернии. На хуторе проживало 120 жителей. Согласно переписи 1897 года в селе Озинки проживало 923 жителя, православные и старообрядцы. В 1903 году открыта церковь.
Согласно Списку населённых мест Самарской губернии 1910 года в Озинках проживало 493 мужчины и 476 женщин, преимущественно русские и малороссы, на хуторе имелись ветряная мельница и урядник.
В 1919 году в составе Новоузенского уезда село Озинки включено в состав Саратовской губернии.
После образования посёлка возле ж/д станции Озинки, село было переименовано в Старые Озинки.

## Население
Динамика численности населения по годам:
| Годы      | 1889 | 1897 | 1910 | 2002 |
| --------- | ---- | ---- | ---- | ---- |
| Население | 120  | 923  | 969  | 659  |

По данным первой всеобщей переписи населения Российской Империи, проведенной в 1897 г.,  в селе Озинки Николаевского уезда Самарской губернии проживало 726 человек (336 мужчин и 390 женщин), из которых 542 придерживались православной веры, а остальные были старообрядцами.
| 2002 | 2010 |
| ---- | ---- |
| 660  | ↘552 |